# Chrysometa macintyrei
Chrysometa macintyrei là một loài nhện trong họ Tetragnathidae.
Loài này thuộc chi Chrysometa. Chrysometa macintyrei được Herbert W. Levi miêu tả năm 1986.